# Фестивал беседништва у Сремској Митровици
Фестивал беседништва у Сремској Митровици, са пропратним називом "SIRMIUM LUX VERBI – СИРМИУМ СВЕТЛОСТ РЕЧИ“, је културно догађање великог значаја у Сремској Митровици. Оно се сваке године одвија на Житном тргу у средишту града.

## Историјат
Идеја о беседништву у Сремској Митровици рађала се деценијама, а нарочито када су у нашем граду отпочели интензивни истраживачки, археолошки радови староримског Сирмијума. Идеја је подстицана и онда када је позната београдска глумица Марија Црнобори стала уз коринтски капител на сцени Југословенског драмског позоришта изговарајући речи Антигоне. Моћ маште у главама неколико митровачких студената учинила је своје: беседничка уметност је враћена у улице и тргове Сирмијума.
Захваљујући пројекту "Ја волим Митровицу", 1992. године, покренут је часопис за науку, културу и уметност "Сунчани сат", град је добио своју прву поштанску марку, обележен је редак јубилеј – 1700 година Тетрархије и одржан је Први фестивал беседништва захваљујући његовим творцима: адвокату Александру Ердељану, др Петру Милошевићу и Јовану К. Радуловићу – књижевнику. Први фестивал беседништва одржан је 17. септембра 1992. године. Звуком чувене Пиндарове Прве Питијске оде (химна фестивала), коју је отпевао градски хор "Sirmium cantorum", пред 3.000 гледалаца, све је враћено уназад и време и људска мисао. Београдски ретори и познати глумци: Љуба Тадић, Мира Бањац и Стево Жигон били су и Сократ и Исидора Секулић и Робеспјер. Овај фестивал је имао искључиво ревијални – театрални карактер.
Реч је о манифестацији међународног карактера (већ традиционално, на „Беседништву“ учествују и говорници из Грчке, Италије – колевке лепе речи, Француске, Мађарске), која је подстакла враћање беседништва као предмета у многе школе и факултете у земљи. Министарство културе Републике Србије уврстило га је у календар манифестација од републичког значаја.